# Стефано Балди
Стефано Балди (на италиански: Stefano Baldi) (8 април 1961) е италиански дипломат.

## Биография
Дипломира се със специалност „Икономика и търговия“ в Римски университет „Ла Сапиенца“ през 1985 г. Влиза в дипломатическата кариера през 1989 г. с конкурсен изпит и започва работа в Генерална дирекция „Икономически въпроси“.
През 1991 г. е назначен в Посолството на Италия в Танзания като заместник-ръководител мисия. От 1995 до 1999 г. работи в Постоянното представителство на Италия в Международните организации в Женева като първи легационен секретар.
При завръщането си в Министерство на външните работи през 1999 г. след кратък период на работа в Център по архив и телекомуникациии, е назначен за завеждащ Статистически отдел в Министерството към Звеното за анализ и програмиране в Генералния секретариат.
През 2002 г. е назначен в Постоянното представителство на ООН в Ню Йорк като първи съветник, отговарящ за Първия комитет на Общото събрание по въпросите на разоръжаване и неразпространение на оръжия. От 2006 до 2010 г. работи в Постоянното представителство на Европейския съюз в Брюксел, където изпълнява длъжността на съветник по външните работи в рамките на Общата външна политика и политика за сигурност.
След завръщането си в Министерството през 2010 г. е назначен за ръководител на звено за научно и технологично сътрудничество към Генерална дирекция за промотиране на системата Италия. От 2011 г., след повишението му в ранг на пълномощен министър, отговаря за обучението в Министерството – отначало като директор на Дипломатическия институт „Марио Тоскано“, а от 2014 г.  като завеждащ специално звено в Генерална дирекция Ресурси и Иновация.
От 19 септември 2016 г. до 4 януари 2021 г. той е извънреден и пълномощен посланик на Италия в България . От 5 януари 2021 г. той е постоянен представител на Италия към ОССЕ във Виена.
Изнася лекции в много италиански университети, провежда курсове и семинари по международни въпроси и приложение на гъвкавите умения в международната кариера. Най-новите му изследвания са съсредоточени върху дипломатическия мениджмънт, социалните медии в международните отношения и книгите, написани от дипломати. 
Сътрудничи с голям брой университети в Италия (Римския университет „Ла Сапиенца“, Рома ТРЕ, ЛУМСА, университетите в Перуджа, Тренто, Форли, Павия), където ораганизира цикли от семинари и курсове по международни въпроси. 

## Отличия
- На 26 ноември 2019 г. получава отличието „Docendo Discimus“ („Обучавайки, се учим“) на Дипломатическия институт към Министерство на външните работи на България за значителния му принос в развитието и утвърждаването на Дипломатическия институт. [9]

- През юни 2020 г. е отличен с почетното звание на Нов български университет (НБУ) за съществения принос на посланика в плодотворното сътрудничество между НБУ и Посолството на Италия в България и за поддръжката, щедростта и съпричастността на мисията към академичната общност на Нов български университет. [10][11]

## Награди и отличия
- Орден „Мадарски конник“ I степен (2020)[12]